# Fredrik Castrén
Carl Fredrik Constantin Castrén, född 6 november 1928 i Rovaniemi, död 9 december 1998 i Helsingfors, var en finländsk industriman.
Castrén blev diplomingenjör 1952. Han var 1956–1960 vd i Stiftelsen för produktivitetsforskning och 1958–1960 i Förbundet för Finlands arbete, 1960–1963 vice vd och 1963–1967 vd för Oy Strengberg Ab samt 1967–1970 biträdande direktör vid Oy Nokia Ab. Den definitiva vändpunkten i Castréns karriär kom 1972, då han blev vd för Oy Strömberg Ab. 1979 tillträdde Castrén posten som vd för Kymi Kymmene Oy och var 1983–1987 koncernchef för den nybildade Kymmene-Strömbergkoncernen.
Castrén var 1982–1984 ordförande för Industrins centralförbund och Finlands industriförbund. Han erhöll bergsråds titel 1980. 